# Macopaeus spinosus
Macopaeus spinosus là một loài nhện trong họ Salticidae.
Loài này thuộc chi Macopaeus. Macopaeus spinosus được Eugène Simon miêu tả năm 1900.